# 刘青霞

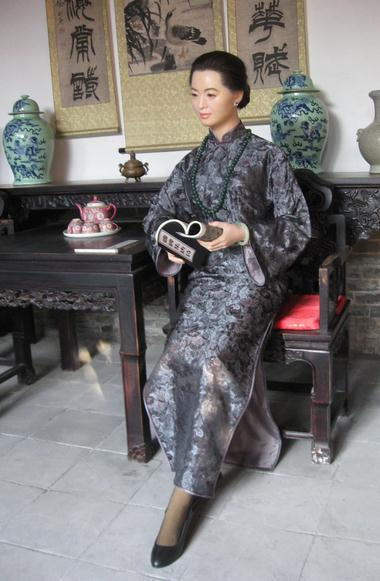
刘青霞蜡像

刘青霞（1877年—1922年），辛亥革命女志士。河南安阳县蒋村人。

## 生平
原姓马，18岁时嫁与尉氏县刘耀德，故人称刘青霞，她是同盟会成员、著名社会活动家，创办了河南的第一所女校华英女校。

## 刘青霞故居
全国重点文物保护单位，地处河南省开封市顺河回族区北土街刘家胡同。